# Albert Guttstadt
Albert Guttstadt (* 25. Januar 1840 in Rastenburg (Ostpreußen); † 3. Mai 1909 in Berlin) war ein preußischer Mediziner.

## Leben
Er wurde 1898 Geheimer Medizinalrat. 1866 promovierte er zum Thema Cholera. Nach dem Medizinstudium in Berlin arbeitete er als Arzt unter anderem in einem Cholera- und in einem Pocken-Lazarett, vor seiner Professur war er auch als Wundarzt, Geburtsarzt und Armenarzt tätig. Außerdem organisierte er in Berlin die Einrichtung von Sanitätswachen, „Trinkerasylen“ und öffentlichen Kinderspielplätzen.
Er war Gründer und Vorsitzender des Ärztlichen Standesvereins in Berlin sowie Mitbegründer des Deutschen Vereins für Öffentliche Gesundheitspflege und der Gesellschaft für soziale Medizin, Hygiene und Medizinalstatistik.
Als Dezernent für Medizinal-Statistik beim Königlich Preußischen Statistischen Bureau (seit 1874) erfasste er u. a. die Todesursachen in Preußen, Selbstmorde, die Zahl der Gebrechlichen, „Geisteskranke in den Irrenanstalten“, die Heilanstalten. Sein Name mit einer Auswahl seiner Schriften fand sich schon zu seinen Lebzeiten im Biographischen Lexikon hervorragender Ärzte des neunzehnten Jahrhunderts.

## Familie
Die Vorfahren der Familie stammen aus Guttstadt in Ostpreußen (heute Dobre Miasto in Polen), das Familienwappen ist identisch mit dem Stadtwappen. Familie Guttstadt war jüdischer Herkunft. Später wurden mehrere verdiente Nachkommen von Albert Guttstadt Opfer der nationalsozialistischen „Rassehygiene“.
Sein Sohn Richard Johann Guttstadt Reichsbahnoberrat in Frankfurt/Oder (geb. 1879 in Berlin), starb 1942 im KZ Mauthausen.
Sein Sohn Friedrich Rudolf Guttstadt (geb. 1881 in Berlin), Richter am Reichswirtschaftsgericht, starb 1939 in Berlin kurz nach seiner Entlassung aus dem KZ Sachsenhausen.
Seine Nichte, die Wohlfahrtsbeamtin Anna Friedberg aus Berlin (geb. 1872) starb 1942 im Vernichtungslager Treblinka.

## Schriften
- Albert Guttstadt: Krankenhaus-Lexikon für das Königliche Preußen. Die Anstalten für Kranke und Gebrechliche und das Krankenhaus-, Irren-, Blinden- und Taubstummenwesen im Jahre 1885.Königlich Statistisches Bureau, Berlin 1885/1886. Reprint: 2018, ISBN 0-366-70720-5; Band (Theil) 1 und Band (Theil) 2
- Albert Guttstadt, Rudolf Virchow: Die Anstalten der Stadt Berlin für die öffentliche Gesundheitspflege und für den naturwissenschaftlichen Unterricht. Festschrift dargeboten den Mitgliedern der 59. Versammlung Deutscher Naturforscher und Ärzte von den städtischen Behörden. Stuhrsche Buchhandlung, Berlin 1886.